# Pycnotropis achiraensis
Pycnotropis achiraensis är en mångfotingart som beskrevs av Kraus 1959. Pycnotropis achiraensis ingår i släktet Pycnotropis och familjen Aphelidesmidae. Inga underarter finns listade i Catalogue of Life.